# Giuliano Briganti
Giuliano Briganti (Roma, 2 gennaio 1918 – Roma, 17 dicembre 1992) è stato uno storico dell'arte italiano.

## Biografia
Nasce a Roma nel 1918 da Clelia Urbinati e Aldo Briganti. Suo padre, Aldo, mercante colto, umanista, è anch'egli storico dell'arte; si è laureato in Lettere con una tesi sul raffaellismo all'Università di Bologna con Igino Benvenuto Supino ed è stato poi allievo di Adolfo Venturi alla Scuola di Perfezionamento in storia dell'arte, da poco creata dallo stesso Venturi nella facoltà di Lettere all'Università La Sapienza di Roma.
Giuliano Briganti nel 1936 consegue la maturità classica al liceo Ennio Quirino Visconti di Roma. Nel 1940 si laurea in Lettere con indirizzo storico-artistico all'Università La Sapienza di Roma discutendo una tesi su Pellegrino Tibaldi, pittore lombardo (della zona dei laghi) del Cinquecento, relatore Pietro Toesca. La tesi prenderà la forma di un vero e proprio saggio monografico edito dalla casa editrice Cosmopolita nel 1945, alla fine della II guerra mondiale, con il titolo Il Manierismo e Pellegrino Tibaldi. L'attività di Briganti studioso e critico d'arte inizia molto presto, a meno di vent'anni: al 1937 risalgono i primi scritti d'arte sul mensile “La Ruota”. Su questa rivista, della quale è redattore dal 1940, accanto a Mario Alicata, Antonello Trombadori, Guglielmo Petroni e Carlo Muscetta, scrive diversi testi e collabora fino al 1941.
A partire dal 1938 ha cominciato a pubblicare saggi e recensioni su “La critica d'arte”, la rivista d'arte fondata da Carlo Ludovico Ragghianti e Ranuccio Bianchi Bandinelli. Tra il giugno del 1944 e il marzo del 1946 è redattore responsabile del settimanale “Cosmopolita”, fondato da Alessandro Morandotti nel giugno 1944, durante la liberazione di Roma. In quel settimanale, di sole otto pagine, un antenato de L'Espresso, scrivono, oltre a Briganti, molti dei più noti intellettuali del novecento italiano, da Carlo Lizzani a Michelangelo Antonioni, da Enzo Forcella a Giorgio Bassani, da Renato Guttuso a Roberto Longhi, da Anna Banti a Guido Carli, da Arrigo Benedetti a Gastone Manacorda. L'attività di scrittore sulle riviste e sui giornali accompagnerà Giuliano Briganti per tutta la vita. Dal 1965 al 1968 scriverà ogni settimana, la rubrica dell'arte su L'Espresso prendendo il posto che era stato di Lionello Venturi e di Carlo Ludovico Ragghianti. Dal 1976, anno di fondazione del giornale, alla morte, sarà il critico de “la Repubblica”. In entrambi i casi sarà Eugenio Scalfari a sceglierlo come critico prima del settimanale e poi del quotidiano.
Due gli uomini che Giuliano Briganti ha espressamente scelto quali suoi maestri: Carlo Ludovico Ragghianti e Roberto Longhi. Di quest'ultimo sarà segretario, nello studio di via Benedetto Fortini 30 a Firenze, dal 1941 al 1943.
Dal 1950, accanto a Francesco Arcangeli, Ferdinando Bologna e Federico Zeri, fa parte della redazione della neonata rivista “Paragone Arte”, fondata da Roberto Longhi. Briganti vi scriverà importanti saggi sulla pittura del Seicento italiano fino al 1961 e dieci anni dopo, nel 1971, uscirà definitivamente dalla redazione.
Nel 1974 sposa Luisa Laureati, gallerista d'arte contemporanea, che sarà la compagna della sua vita.
Nel 1949 prende la libera docenza per l'insegnamento universitario. Nel 1972 viene chiamato ad insegnare storia dell'arte moderna e contemporanea all'Università di Siena e nel 1983 arriva a Roma dove, per un decennio, ricopre la cattedra di storia dell'arte moderna in quello che era allora il Magistero ed è oggi la Terza Università di Roma.

## Opere principali
- 1945 Il manierismo e Pellegrino Tibaldi, Cosmopolita, Roma
- 1950 I Bamboccianti, pittori della vita popolare nel Seicento, catalogo della mostra, Roma
- 1961 La maniera italiana, Roma, Editori Riuniti (anche in edizione francese)
- 1962 Pietro da Cortona o della pittura barocca, Firenze, Sansoni
- 1962 Il Palazzo del Quirinale, Roma, Istituto Poligrafico dello Stato
- 1966 Gaspar van Wittel e l'origine della veduta settecentesca, Roma, Ugo Bozzi Editore (nuova edizione aggiornata a cura di Laura Laureati e Ludovica Trezzani, Electa Milano 1996)
- 1969 I vedutisti, Electa, Milano  (anche edizione inglese e tedesca)
- 1977 I pittori dell'Immaginario. Arte e rivoluzione psicologica, Electa, Milano (riedita riveduta e aggiornata nel 1989)
- 1979 organizza a Palazzo Grassi a Venezia la mostra su La pittura metafisica e ne cura il catalogo, stampato da Neri Pozza editore, Venezia. Collabora con lui Ester Coen.
- Nel 1983 con Laura Laureati e Ludovica Trezzani, assistenti di Giuliano Briganti, scrive il saggio su Viviano Codazzi, nel volume I pittori bergamaschi dal XII al XIX secolo e il volume su I Bamboccianti. Pittori della vita quotidiana a Roma nel Seicento, Ugo Bozzi Editore, Roma (anche in edizione inglese).
- 1986 Storia dell'arte italiana, diretta da Carlo Bertelli, Giuliano Briganti, Antonio Giuliano, Electa-Bruno Mondadori, Milano
- 1987, accanto ad André Chastel e Roberto Zapperi, dedica uno studio alla Galleria dei Carracci a Palazzo Farnese a Roma proponendone nuove letture cronologiche: Gli amori degli dei. Nuove indagini sulla Galleria Farnese stampato dalle Edizioni dell'Elefante, Roma
- 1987 La pittura in Italia. Il Cinquecento, 2 voll. a cura di Giuliano Briganti, Electa, Milano
- 1990 La pittura in Italia. Il Settecento, 2 voll. a cura di Giuliano Briganti, Electa, Milano
- 1991 pubblica il catalogo generale dell'opera pittorica di De Pisis: De Pisis: Catalogo

Generale, Electa, e Il viaggiatore disincantato, Einaudi, Torino, che raccoglie una scelta dei suoi scritti de “la Repubblica” sugli artisti dal Settecento all'età contemporanea.

## Scritti pubblicati dopo il 1992
- 1993 Laura Laureati e Ludovica Trezzani, pubblicano, in due volumi, il catalogo completo dei quadri e degli affreschi (fino al 1870) del Palazzo del Quirinale. L'opera iniziata e portata avanti da Giuliano Briganti prende il titolo Il Patrimonio artistico del Quirinale. Pittura antica. La decorazione murale I, La Quadreria II, Electa, Milano
- 1995 Giuliano Briganti, La riconquista dell'Olimpo nel secolo XV in Italia, Accademia Spagnola di Storia, Archeologia e Belle Art, Roma, edizione in 600 copie numerate
- Giuliano Briganti, a cura di Luisa Laureati, in “Quaderni del Seminario di Storia della Critica d'Arte” Scuola Normale Superiore di Pisa
- 2002 Giuliano Briganti, Racconti di storia dell'arte. Dall'arte medievale al Neoclassico, a cura di Luisa Laureati Briganti, Skira, Milano
- 2003 Giuliano Briganti, Via Margutta, Edizioni della Cometa, Roma
- 2007 Giuliano Briganti, Affinità, a cura di Laura Laureati, Archinto, Milano

## Biblioteca
La Biblioteca e la Fototeca di Giuliano Briganti, oggi proprietà del Comune di Siena, sono interamente conservate a Siena nel palazzo Squarcialupi, parte del complesso museale di Santa Maria della Scala. La consultazione dei volumi e delle fotografie delle opere d'arte è aperta a tutti e le notizie sono online sul sito del Comune di Siena, http://www.comune.siena.it/main.asp?id=4229.